# Henri François Maurille de Boulard
Henri François Maurille de Boulard   (París, 25 de novembre de 1746 - La Rochelle, 29 de novembre de 1793) fou un general de brigada de la Revolució Francesa.

## Sota l'Antic Règim
Soldat sota l'Antic Règim, va entrar a l'exèrcit als setze anys. El 1775, fou ascendit capità.

## Sota la Revolució
El 1791 va ser nomenat coronel, comandant el 60è regiment d'infanteria. Després de trenta anys de servei, el 21 de març de 1793, Henri François Boulard fou promogut temporalment a general de brigada pels diputats de la Convenció, Joseph Niou i Narcisse Trullard. Va ser enviat a Basse-Vendée per assegurar-se la defensa. Al començament de la revolta de La Vendée va ser nomenat cap de la columna Sables-d'Olonne (que no era una de les columnes infernals).
El 7 d'abril, Boulard va deixar Les Sables al capdavant de 3.500 infanteria i 200 homes de cavalleria. Aquesta divisió tenia en línia només 52 homes del 60è regiment, 350 del 110è i 102 del 4 de la marina; també tenia dos batallons de voluntaris de Bordeus.
El general formava dues columnes aproximadament la mateixa força, deixant el comandament de l'esquerra al coronel Esprit Baudry d'Asson, i marxant al capdavant de la de la dreta, aquest darrer es dirigí cap a la Mothe-Achard, i l'altra a Vairé. La marxa de la columna dreta es va retardar al pont de la Grassière situat a Saint-Mathurin, que els Vendeans havien tallat. Es va enviar un batalló amb 30 homes a cavall dalt del turó davant del pont per observar l'enemic i cobrir els treballadors. Cap a les dues de la tarda, l'enemic va aparèixer, marxant sobre 3 columnes, sota el comandament de Jean-Baptiste Joly. El batalló d'avantguarda es va espantar i va caure de pressa sense defensar el terreny. L'enemic, aprofitant aquest retrocés sobtat, es va llançar a l'embranzida que havia fet al capdavant del pont, va destruir les obres que havien començat i semblava que volia capturar la columna republicana. Boulard va marxar el primer batalló de Bordeus a la dreta, per girar l'esquerra de l'enemic; al mateix temps, la companyia de granaders del 2n batalló i 4 companyies de fusellers van marxar directament amb la baioneta cap endavant i van fer fora l'enemic que era perseguit a l'alçada inicialment ocupada pel batalló d'avantguarda. L'enemic que estava en fuga, es va reprendre el treball sobre el pont sobre el qual podia passar l'artilleria i el bagatge. La columna va prendre posició i es va ubicar a prop del Mothe-Achard, on va entrar l'endemà sense resistència.
La segona columna havia trobat l'enemic atrinxerat a La Grève, a la riba dreta de l'Audance. El coronel Baudry va ordenar un atac, la canonada va ser llarga i la fuselllada força animada: la nit va fer que el foc s'aturés. L'enemic va deixar els seus enredats sota cobertura de la foscor i es va retirar. Al trencar el dia, després de ser evacuat el lloc, la columna va anar a Aiguillon-sur-Mer el dia 8.
El 15 de maig de 1793 va participar en la batalla de Palluau. Els seus orígens nobles el van obligar a dimitir el 10 de juliol de 1793.
Va morir quatre mesos després de la seva sortida de l'exèrcit el 29 de novembre de 1793 o el 9 de Termidor Any II.